# Danilo Verón Bairros
Danilo Verón Bairros "Danilinho" (Punta Porá, Mato Groso del Sur, 11 de marzo de 1987) es un exfutbolista brasileño nacionalizado mexicano que se desempeñaba en las posiciones de extremo o volante ofensivo. 
Se distinguía por su velocidad, regate y precisión en los pases.

## Trayectoria

### Inicios
Comenzó en las categorías básicas del America Football Club.

### Schalke 04
A los 16 años, se marchó a europa para jugar con el cuadro juvenil del club alemán FC Schalke 04, pero tuvo dificultad para adaptarse y no tuvo éxito.

### 2004-2006
En el 2004 regresó al fútbol brasileño, tuvo pasajes discretos con Mirassol-SP, América-SP y Santos.

### Atlético Mineiro
En mayo del 2006 arribó al Atlético Mineiro y ayudó a que el equipo regresara a la Serie A.
En el Campeonato Minero de 2007, "Danilinho" fue uno de los principales jugadores del equipo, formando un dúo de ataque brillante con Éder Luís.
Durante los años 2006 y 2007, Danilinho, junto con Diego, Lima, Marcinho, Marinho, Éder Luís, fueron algunos de los principales responsables de la recuperación del buen fútbol y el prestigio que Rooster no había tenido desde el subcampeonato brasileño de 99, y continuó brillando en el Brasileirão.
Después de un buen Campeonato Brasileño de 2007 donde ayudó al Atlético Mineiro a permanecer invicto durante las últimas diez rondas, terminando en el séptimo lugar ayudando al recién llegado equipo de la Serie B a clasificarse para la Copa Sudamericana, siendo el máximo anotador del equipo en la Gallo, y de nuevo siendo el mayor punto culminante del gallo en el año, y uno de los mejores momentos del Brasileirão. Poco después, "Danilinho" tuvo una pequeña lesión en el muslo, para salir de la acción durante algunos partidos. Después de su recuperación, el jugador fue nombrado por muchos como el sucesor del gran ídolo y uno de los mejores anotadores en la historia del gallo, Marques.
En 110 partidos jugados por Rooster, fueron 30 goles.

### Jaguares
Llegó al fútbol mexicano para jugar con Jaguares de Chiapas. Debutó en la Primera División de México el 26 de julio del 2007, enfrentando a los Rojinegros del Atlas en el Estadio Jalisco, en partido correspondiente a la Jornada 1 del Apertura 2007; los Rojinegros ganaron 5-0.
Al concluir el Apertura 2010, Verón fue vendido a los Tigres de la UANL, pese a los rumores de un posible regreso al Atlético Mineiro.
Con el conjunto chiapaneco vivió dos etapas (2008-2010 y Clausura 2016); jugó 102 partidos, marcó 18 goles y realizó 28 asistencias.

### Tigres
En diciembre del 2010, reportó con los Tigres.  
Con los Universitarios conquistó el título de Liga MX en el Clausura 2011. 

### Atlético Mineiro (segunda etapa)
En diciembre del 2011, "Danilinho" concretó su regreso al fútbol brasileño. 
Verón escribió su nombre en la historia del fútbol brasileño contra Santos, válido para la 12.ª ronda del Campeonato Brasileño 2012, al marcar el primer gol del partido, y ese gol fue el número 40,000 en la historia de los campeonatos brasileños; el partido finalizó 2-0.

### Tigres (segunda etapa)
En diciembre del 2013 retornó con los Tigres de la UANL.
En el primer semestre del 2014, ganó el título de Copa México Clausura 2014.
Con los Universitarios vivió dos etapas (2011 y 2013-2014); jugó 105 partidos, marcó 12 goles y realizó 20 asistencias.

### Querétaro
En junio del 2014 se unió a los Gallos Blancos del Querétaro.
En el conjunto queretano coincidió con Ronaldinho. Perdió la Final del Clausura 2015, ante Club Santos Laguna por marcador global de 5-3.

### Fluminense
En julio del 2016, "Danilinho" firmó con Fluminense Football Club. 
En marzo del 2017, rescindió el contrato. 

### C. R. B.
Después de jugar con Correcaminos de la UAT en la Liga de Ascenso de México, durante el Apertura 2018, regresó al fútbol brasileño en enero del 2019 para jugar con Clube de Regatas Brasil; debutó el 10 de febrero, contra el archirrival CSA.
Antes de comenzar la Serie B, Danilinho tenía su contrato rescindido. 

### Central S. C.
En noviembre del 2019, acordó con Central Sport Club, para competir en el Campeonato Pernambuco y la Serie D. 

## Clubes
| Club                   | País   | Año           | Goles |
| ---------------------- | ------ | ------------- | ----- |
| Santos F. C.           | Brasil | 2005          | 5     |
| Atlético Mineiro       | Brasil | 2006-2008     | 29    |
| Jaguares de Chiapas    | México | 2008-2010     | 18    |
| Tigres de la UANL      | México | 2011          | 4     |
| Atlético Mineiro       | Brasil | 2012          | 9     |
| Tigres de la UANL      | México | 2013-14       | 8     |
| Querétaro              | México | 2014-2015     | 0     |
| Jaguares de Chiapas    | México | Clausura 2016 | 0     |
| Correcaminos de la UAT | México | Apertura 2018 | 0     |

## Selección nacional de Brasil
Sub-20
Integró el plantel de Brasil que se alzó con el Campeonato Sudamericano de Fútbol Sub-20 de 2007 en Paraguay.

## Palmarés

### Campeonatos nacionales
| Categoría                       | Título                    | Club             | País   |
| ------------------------------- | ------------------------- | ---------------- | ------ |
| Campeonato Brasileño de Serie B | 2006                      | Atlético Mineiro | Brasil |
| Campeonato Mineiro              | 2007                      | Atlético Mineiro | Brasil |
| Primera División de México      | Apertura 2011             | Tigres           | México |
| Campeonato Mineiro              | 2012                      | Atlético Mineiro | Brasil |
| Copa México                     | Copa México Clausura 2014 | Tigres           | México |

### Campeonato internacional
| Título                              | Club   | Sede     |
| ----------------------------------- | ------ | -------- |
| Campeonato Sudamericano Sub-20 2007 | Brasil | Paraguay |